# Allt folk skall nu här höra
Allt folk skall nu här höra är en svensk psalm som bygger på psaltaren 49.

## Publicerad i
- Den svenska psalmboken 1694 som nummer 63 under rubriken "Konung Davids Psalmer".
- Den svenska psalmboken 1695 som nummer 58 under rubriken "Konung Davids Psalmer".[1]